# Jasmin Imamović
Pour les articles homonymes, voir Imamović.
Jasmin Imamović (né le 8 octobre 1957 à Brčko) est une personnalité politique et un écrivain bosnien. Il est l'ancien maire de la ville de Tuzla ; il succède à Selim Bešlagić. Il est membre actif du Parti social-démocrate bosnien. Il est élu maire de Tuzla en 2000, puis réélu en 2004, 2008, 2012, 2016 et 2020.

## Publications
- Ubijanje smrti (1994)
- Besmrtni jeleni (1996)
- Obožavatelj trena (2003)